# Episodi di Gunsmoke (undicesima stagione)
L'undicesima stagione della serie televisiva Gunsmoke è andata in onda negli Stati Uniti dal 18 settembre 1965 al 7 maggio 1966 sulla CBS.
| nº | Titolo originale             | Prima TV USA      | Titolo italiano | Prima TV Italia |
| -- | ---------------------------- | ----------------- | --------------- | --------------- |
| 1  | Seven Hours to Dawn          | 18 settembre 1965 |                 |                 |
| 2  | The Storm                    | 25 settembre 1965 |                 |                 |
| 3  | Clayton Thaddeus Greenwood   | 2 ottobre 1965    |                 |                 |
| 4  | Ten Little Indians           | 9 ottobre 1965    |                 |                 |
| 5  | Taps for Old Jeb             | 16 ottobre 1965   |                 |                 |
| 6  | Kioga                        | 23 ottobre 1965   |                 |                 |
| 7  | The Bounty Hunter            | 30 ottobre 1965   |                 |                 |
| 8  | The Reward                   | 6 novembre 1965   |                 |                 |
| 9  | Malachi                      | 13 novembre 1965  |                 |                 |
| 10 | The Pretender                | 20 novembre 1965  |                 |                 |
| 11 | South Wind                   | 27 novembre 1965  |                 |                 |
| 12 | The Hostage                  | 4 dicembre 1965   |                 |                 |
| 13 | Outlaw's Woman               | 11 dicembre 1965  |                 |                 |
| 14 | The Avengers                 | 18 dicembre 1965  |                 |                 |
| 15 | Gold Mine                    | 25 dicembre 1965  |                 |                 |
| 16 | Death Watch                  | 8 gennaio 1966    |                 |                 |
| 17 | Sweet Billy, Singer of Songs | 15 gennaio 1966   |                 |                 |
| 18 | The Raid (1)                 | 22 gennaio 1966   |                 |                 |
| 19 | The Raid (2)                 | 29 gennaio 1966   |                 |                 |
| 20 | Killer at Large              | 5 febbraio 1966   |                 |                 |
| 21 | My Father's Guitar           | 12 febbraio 1966  |                 |                 |
| 22 | Wishbone                     | 19 febbraio 1966  |                 |                 |
| 23 | Sanctuary                    | 26 febbraio 1966  |                 |                 |
| 24 | Honor Before Justice         | 5 marzo 1966      |                 |                 |
| 25 | The Brothers                 | 12 marzo 1966     |                 |                 |
| 26 | Which Doctor                 | 19 marzo 1966     |                 |                 |
| 27 | Harvest                      | 26 marzo 1966     |                 |                 |
| 28 | By Line                      | 9 aprile 1966     |                 |                 |
| 29 | Treasure of John Walking Fox | 16 aprile 1966    |                 |                 |
| 30 | My Father, My Son            | 23 aprile 1966    |                 |                 |
| 31 | Parson Comes to Town         | 30 aprile 1966    |                 |                 |
| 32 | Prime of Life                | 7 maggio 1966     |                 |                 |

## Seven Hours to Dawn
- Prima televisiva: 18 settembre 1965
- Diretto da: Vincent McEveety
- Scritto da: Clyde Ware

### Trama
- Guest star: Michael Vandever (bandito), John Drew Barrymore (Mace Gore), Jerry Douglas (Clark), Al Lettieri (Smitty), Allen Jaffe (Jack Down), Morgan Woodward (Deeks), Charles Seel (Barney Danches), Glenn Strange (Sam), Hank Patterson (Hank), Johnny Seven (Barnes)

## The Storm
- Prima televisiva: 25 settembre 1965
- Diretto da: Joseph Sargent
- Scritto da: Paul Savage

### Trama
- Guest star: Mary Lou Taylor (Hope Woodley), Kelly Thordsen (Mel Woodley), Steve Darrell (giudice), Lincoln Demyan (cowboy), Ruth Warrick (Clara Benteen), Forrest Tucker (Adam Benteen), Willard Sage (Cantwell), Charles Seel (Barney), Victor Izay (barista), Shug Fisher (Hank Cooters), Rudy Sooter (Rudy), Glenn Strange (Sam), Tim McIntire (Claude Benteen), Richard Evans (Ab Benteen), Stuart Margolin (sceriffo)

## Clayton Thaddeus Greenwood
- Prima televisiva: 2 ottobre 1965
- Diretto da: Joseph Sargent
- Scritto da: Calvin Clements Sr.

### Trama
- Guest star: Allen Jaffe (Webster), Robert Sorrells (Zachary), William Henry (cameriere), Glenn Strange (Sam), Jack Elam (Sam Brand), Paul Fix (Clayton Greenwood), Sherwood Price (Frank Brand)

## Ten Little Indians
- Prima televisiva: 9 ottobre 1965

### Trama
- Guest star: John Marley (Ben Pringle), Rafael Campos (Miguel Samando), Don Ross (Lafe Cannon), Stanja Lowe (Eddie Neddie), Nehemiah Persoff (Jack Pinto), Warren Oates (Al Tresh), Zalman King (Billy Coe), Glenn Strange (Sam), Bruce Dern (Doyle Phleger), Nina Roman (Nancy)

## Taps for Old Jeb
- Prima televisiva: 16 ottobre 1965
- Diretto da: James Sheldon
- Scritto da: Les Crutchfield

### Trama
- Guest star: Glenn Strange (Sam), Rudy Sooter (Rudy), Wayne Rogers (Stretch Morgan), Ed Begley (Jeb Crater), Morgan Woodward (Sholo), Don Keefer (Milty Sims), Arthur Batanides (Feeter Kreb)

## Kioga
- Prima televisiva: 23 ottobre 1965
- Diretto da: Harry Harris
- Scritto da: Robert Lewin

### Trama
- Guest star: Ken Renard (padre Kioga), John War Eagle (Katawa), Nina Roman (Nancy), John Hubbard (negoziante), Roy Roberts (Mr. Botkin), Howard Culver (Howie), Hank Patterson (Hank Miller), Glenn Strange (Sam), Neville Brand (Jayce McCaw), Teno Pollick (Kioga), Caitlin Wyles (Sorella Kioga)

## The Bounty Hunter
- Prima televisiva: 30 ottobre 1965
- Diretto da: Harry Harris
- Scritto da: Paul Savage

### Trama
- Guest star: Hal Lynch (Ken), Bert Freed (Chris Thornton), Amber Flower (Amy Jensen), Lisabeth Hush (Mal Jensen), Gregg Palmer (Doak), John Kowal (rancher), Wright King (Lon Jensen), Charles Seel (Barney Danches), James Anderson (Hal), Victor Izay (barista), Robert Lansing (Luke Frazer), Jason Johnson (Homesteader)

## The Reward
- Prima televisiva: 6 novembre 1965
- Diretto da: Marc Daniels
- Soggetto di: Gilbert Ralston

### Trama
- Guest star: David Ladd (Brian Forbes), Gilman Rankin (Hank Purvis), Norman Burton (Ed), Julio Medina (Pedro), Roy Roberts (Botkin), Berkeley Harris (coltivatore), Fred J. Scollay (Clint Fisher), James Whitmore (Jim Forbes), Peter Whitney (Jason Holt), James Nusser (Louie Pheeters), Glenn Strange (Sam), Sue Collier (ragazza)

## Malachi
- Prima televisiva: 13 novembre 1965
- Diretto da: Gary Nelson
- Scritto da: William Putman

### Trama
- Guest star: Glenn Strange (Sam), Hank Patterson (Hank), Edward Andrews (Ethan Harper), James Nusser (Louie Pheeters), Harry Townes (Malachi Harper), Jack Elam (Del Ordman), Robert Sorrells (cowboy), Woody Chambliss (Knowles), Rex Holman (Shobin), Joey Wilcox (ragazzo)

## The Pretender
- Prima televisiva: 20 novembre 1965
- Diretto da: Vincent McEveety
- Scritto da: Calvin Clements Sr.

### Trama
- Guest star: Harry Davis (Daniels), Athena Lorde (Mrs. Dano), Ed McCready (cameriere), Allen Jaffe (John Neers), Tom Skerritt (Edmund Dano), Tom Simcox (Frank Dano), Gregg Palmer (sceriffo Jackson), Rudy Sooter (Rudy), Nehemiah Persoff (Dano), Sam Edwards (conducente della diligenza), Glenn Strange (Sam), Julie Sommars (Elsie Howell), Rusty Lane (Will Baker)

## South Wind
- Prima televisiva: 27 novembre 1965
- Diretto da: Allen Reisner
- Scritto da: Jack Bartlett

### Trama
- Guest star: Pat Cardi (Homer Bonney), Michael Davis (Coy Print), Ryan Hayes (Wade Bonney), Bruce Dern (Judd Print), Robert Random (Verlyn Print), Gregg Palmer (maniscalco), Michael Witney (Cavalry Captain)

## The Hostage
- Prima televisiva: 4 dicembre 1965
- Diretto da: Vincent McEveety
- Scritto da: Clyde Ware
- Soggetto di: Jo Ann Johnson

### Trama
- Guest star: Charles Seel (Barney), I. Stanford Jolley (sceriffo Foley), Vito Scotti (Torreon), Glenn Strange (Sam), Simon Oakland (Carl Mandee), Darren McGavin (Lon Gorman), Tom Reese (Wade Keys), Willis Bouchey (sceriffo Hockley)

## Outlaw's Woman
- Prima televisiva: 11 dicembre 1965
- Diretto da: Mark Rydell
- Scritto da: Clyde Ware

### Trama
- Guest star: Glenn Strange (Sam), Roy Barcroft (Jonas), Lonny Chapman (Dove Bailey), Vincent Beck (Coley Martin), Lane Bradbury (Allie Sommars), Peggy Rea (Dress Shop Owner), Lou Antonio (Harvey Kane), Ted Jordan (Hank Wheeler), Gene Tyburn (Eddie Sommers)

## The Avengers
- Prima televisiva: 18 dicembre 1965
- Diretto da: Vincent McEveety
- Scritto da: Donn Mullally

### Trama
- Guest star: Ed McCready (Freight Agent), John Saxon (Cal Strom Jr.), James Gregory (giudice Calvin Strom), Glenn Strange (Sam), Olan Soule (barbiere), Les Brown Jr. (Mark Strom)

## Gold Mine
- Prima televisiva: 25 dicembre 1965
- Diretto da: Abner Biberman
- Scritto da: Beth Keele, Scott Hunt

### Trama
- Guest star: Tom Nardini (Richard Danby), Argentina Brunetti (Louise Danby), Dort Clark (Claims Clerk), Russ Bender (sceriffo), Paul Carr (Jud Gibbijohn), John Anderson (Pa Gibbijohn), Glenn Strange (Sam), Michael Vandever (Ed Gibbijohn), John Harmon (impiegato dell'hotel)

## Death Watch
- Prima televisiva: 8 gennaio 1966
- Diretto da: Mark Rydell
- Scritto da: Calvin Clements Sr.

### Trama
- Guest star: Steve Gravers (Wales), Karl Lukas (Williams), Rudy Sooter (barista), Sam Flint (Jake), Charles Wagenheim (Halligan), Willard Sage (Walker), Glenn Strange (Sam), Howard Culver (impiegato dell'hotel), Albert Salmi (Holly), Richard Evans (Austin Boyle), Frank Silvera (John Drago), Robert Foulk (Fields), Ariane Quinn (Amy Boyle), Alfred Ryder (George Flint)

## Sweet Billy, Singer of Songs
- Prima televisiva: 15 gennaio 1966
- Diretto da: Alvin Ganzer
- Scritto da: Gustave Field

### Trama
- Guest star: Glenn Strange (Sam), Shug Fisher (Emory Haggen), Judy Carne (Pearl), Brooke Bundy (Orabelle Beal), Slim Pickens (Pony Beal), Diane Ladd (Lulu), Robert Random (Sweet Billy Haggen), Royal Dano (Lambert Haggen), Woody Chambliss (cameriere), Alice Backes (Widow Folsom)

## The Raid (1)
- Prima televisiva: 22 gennaio 1966
- Diretto da: Vincent McEveety
- Scritto da: Clyde Ware

### Trama
- Guest star: Michael Conrad (Cash McLean), Preston Pierce (Jeff Fraley), Tony Haig (Billy), Dee Pollock (Tom Carlyle), Olan Soule (barbiere), Richard Jaeckel (Pence Farley), Edmund Hashim (Johnny Barnes), Michael Fox (impiegato dell'hotel), John Kellogg (T. R. Stark), Jeremy Slate (Web Farley), John Anderson (Les McConnell), Ted Jordan (Shiloh), Percy Helton (Early), Glenn Strange (Sam), Roy Engel (sceriffo), Gregg Palmer (barista), Jim Davis (Clell Williams), Gary Lockwood (Jim Stark), Arthur Peterson (banchiere)

## The Raid (2)
- Prima televisiva: 29 gennaio 1966
- Diretto da: Vincent McEveety
- Scritto da: Clyde Ware

### Trama
- Guest star: Preston Pierce (Jeff Fraley), Gary Lockwood (Jim Stark), James Nusser (Louie Pheeters), Michael Conrad (Cash McLean), Richard Jaeckel (Pence Fraley), John Kellogg (T. R. Stark), Jeremy Slate (Web Fraley), John Anderson (Les McConnell), Ted Jordan (Shiloh), Percy Helton (Early), Jim Davis (Clell Williams), William Fawcett (Stage Man), Phil Chambers (Stage Man), Fred Coby (Stage Man), Leonard P. Geer (Posse Man)

## Killer at Large
- Prima televisiva: 5 febbraio 1966
- Diretto da: Marc Daniels
- Scritto da: Calvin Clements Sr.

### Trama
- Guest star: Hardie Albright (negoziante), Tim O'Kelly (Sandy), Jim Begg (Jace), Stuart Erwin (Doc Brown), Cyril Delevanti (nonno Harris), John Pickard (Gabin), Gilman Rankin (Horsetrader), Jonathan Lippe (Ira), Glenn Strange (Sam), Geraldine Brooks (Esther Harris), Robert Ballew (Grange), Craig Hundley (James Harris), Morgan Jones (Coor)

## My Father's Guitar
- Prima televisiva: 12 febbraio 1966
- Diretto da: Robert Totten
- Scritto da: Hal Sitowitz

### Trama
- Guest star: Beau Bridges (Jason), Glenn Strange (Sam), Robin Blake (Mattie), Charles Dierkop (Dan), Steve Ihnat (Jack), William Bramley (Jed Woodward), Dub Taylor (Sonny Starr), Louis Massad (cowboy)

## Wishbone
- Prima televisiva: 19 febbraio 1966
- Diretto da: Marc Daniels
- Scritto da: Paul Savage

### Trama
- Guest star: Adair Jameson (passeggero diligenza), Don Happy (conducente della diligenza), William Meader (passeggero diligenza), Natalie Masters (Gossip), Michael Fox (Buffalo Hunter), Victor French (Travers), Glenn Strange (Sam), Lyle Waggoner (Aikens), Lew Gallo (Spellman), Billy Beck (Tonkins), Joan Granville (Gossip)

## Sanctuary
- Prima televisiva: 26 febbraio 1966
- Diretto da: Harry Harris
- Scritto da: Calvin Clements Sr.

### Trama
- Guest star: Bill Hart (Wiley's Friend), Larry Ward (Ayers), Jack Grinnage (Gorman), Martin Priest (Baker), Virginia Gregg (Miss Howell), Charles Wagenheim (Halligan), Woody Chambliss (Hotel Porter), Glenn Strange (Sam), Howard Culver (Howie), Richard Bradford (Paul Wiley), Sean Garrison (reverendo Porter), Joan Blackman (Phyllis Bowman), Marsha Blakesley (Mrs. Ayers)

## Honor Before Justice
- Prima televisiva: 5 marzo 1966
- Diretto da: Harry Harris
- Scritto da: Frank Q. Dobbs, Bob Stewart

### Trama
- Guest star: Barton MacLane (Herkimer Crawford), Michael Ansara (Grey Horse), Ken Renard (maniscalco), Richard Gilden (Little Walker), Harry Bartell (Elias Franklin), George Keymas (Thunder Man), James Almanzar (Barking Dog), Ted Jordan (Reservation poliziotto), Ralph Moody (Joseph-Walks-in-Darkness), France Nuyen (Sarah), Noah Beery, Jr. (John Two-Bears)

## The Brothers
- Prima televisiva: 12 marzo 1966
- Diretto da: Tay Garnett
- Scritto da: Tom Hanley, Jr.

### Trama
- Guest star: Sailor Vincent (Peter Sommers), Kathryn Harrow (Ellen Crandall), Mark Sturges (Will Taylor), Tom Reese (Okie), Scott Marlowe (Ed), Roy Roberts (Mr. Botkin), Edmund Hashim (Durgen), Eddie Firestone (Carl Wilkins), James Nusser (Louie Pheeters), Warren Vanders (Wat), Robert Crawford, Jr. (Billy), Joseph Hoover (Dave Crandall)

## Which Doctor
- Prima televisiva: 19 marzo 1966
- Diretto da: Peter Graves
- Scritto da: Les Crutchfield

### Trama
- Guest star: Glenn Strange (Sam), Gregg Palmer (Herk), Claire Wilcox (Piney), Shelley Morrison (Addie), George Lindsey (Skeeter), R. G. Armstrong (Argonaut), Elisabeth Fraser (Daisy Lou)

## Harvest
- Prima televisiva: 26 marzo 1966
- Diretto da: Harry Harris
- Scritto da: Les Crutchfield

### Trama
- Guest star: Karl Swenson (Ian McGovern), Fred Coby (Marty), Lesley Ann Warren (Betsy Payson), James MacArthur (David McGovern), George Kennedy (Ben Payson), Ted Jordan (Leemer), Alma Platt (Gran McGovern)

## By Line
- Prima televisiva: 9 aprile 1966
- Diretto da: Allen Reisner
- Scritto da: Les Crutchfield

### Trama
- Guest star: Adrienne Marden (donna), Gertrude Flynn (Essie Benlan), Fletcher Fist (cowboy), John Francis (commesso/a), Denver Pyle (Clab Chummer), Dabbs Greer (Wilbur Jonas), Glenn Strange (Sam), Dorothy Neumann (cliente), Stefan Arngrim (Jock), Chips Rafferty (Angus McTabbott), Maudie Prickett (Mrs. Preeker), Ted de Corsia (Merle Benlan)

## Treasure of John Walking Fox
- Prima televisiva: 16 aprile 1966
- Diretto da: Marc Daniels
- Scritto da: Clyde Ware
- Soggetto di: Gwen Bagni

### Trama
- Guest star: Jim Davis (Gainer), Howard Culver (Howie), Lloyd Gough (Jacob Beamus), Richard Webb (Aaron Tigue), Leonard Nimoy (John Walking Fox), Ted Gehring (Holtz), Glenn Strange (Sam), Kelton Garwood (Percy Crump), Tom McCauley (Banjo)

## My Father, My Son
- Prima televisiva: 23 aprile 1966
- Diretto da: Robert Totten
- Scritto da: Hal Sitowitz

### Trama
- Guest star: Billy Halop (barista), Lee Van Cleef (Ike Jeffords), Del Monroe (Will Jeffords), Scott Hale (Gunsmith), Jack Elam (Jim Barrett), Glenn Strange (Sam), John McLiam (Doherty), James Nusser (Louie Pheeters), Charles Kuenstle (Bernie Jeffords), Zalman King (Joey Jeffords), Teno Pollick (David Barrett), James Gammon (Arnie Jeffords)

## Parson Comes to Town
- Prima televisiva: 30 aprile 1966
- Diretto da: Marc Daniels
- Scritto da: Verne Jay

### Trama
- Guest star: Lonny Chapman (Sipes), Sam Wanamaker (Asa Longworth), Kevin Burchett (ragazzo), Joan Granville (madre), John McLiam (Dougherty), Kelton Garwood (Percy Crump), Glenn Strange (Sam), Howard Culver (Howie), Hank Patterson (Hank), Ted Jordan (Burke), Woody Chambliss (Lathrop), Charles Wagenheim (Halligan), Elizabeth Rogers (ostaggio)

## Prime of Life
- Prima televisiva: 7 maggio 1966
- Diretto da: Robert Totten
- Scritto da: Daniel B. Ullman

### Trama
- Guest star: Lyn Edgington (Wilma), Joe Don Baker (Woody Stoner), Cal Naylor (Brad), Ted French (barista), Douglas Kennedy (John Stoner), Martin West (Jack Brown), Jonathan Lippe (Kyle Stoner), Victor French (Joe Smith), Glenn Strange (Sam), James Nusser (Louie Pheeters), Barbara Wilkin (donna)